# Chindlistein (Heiden)

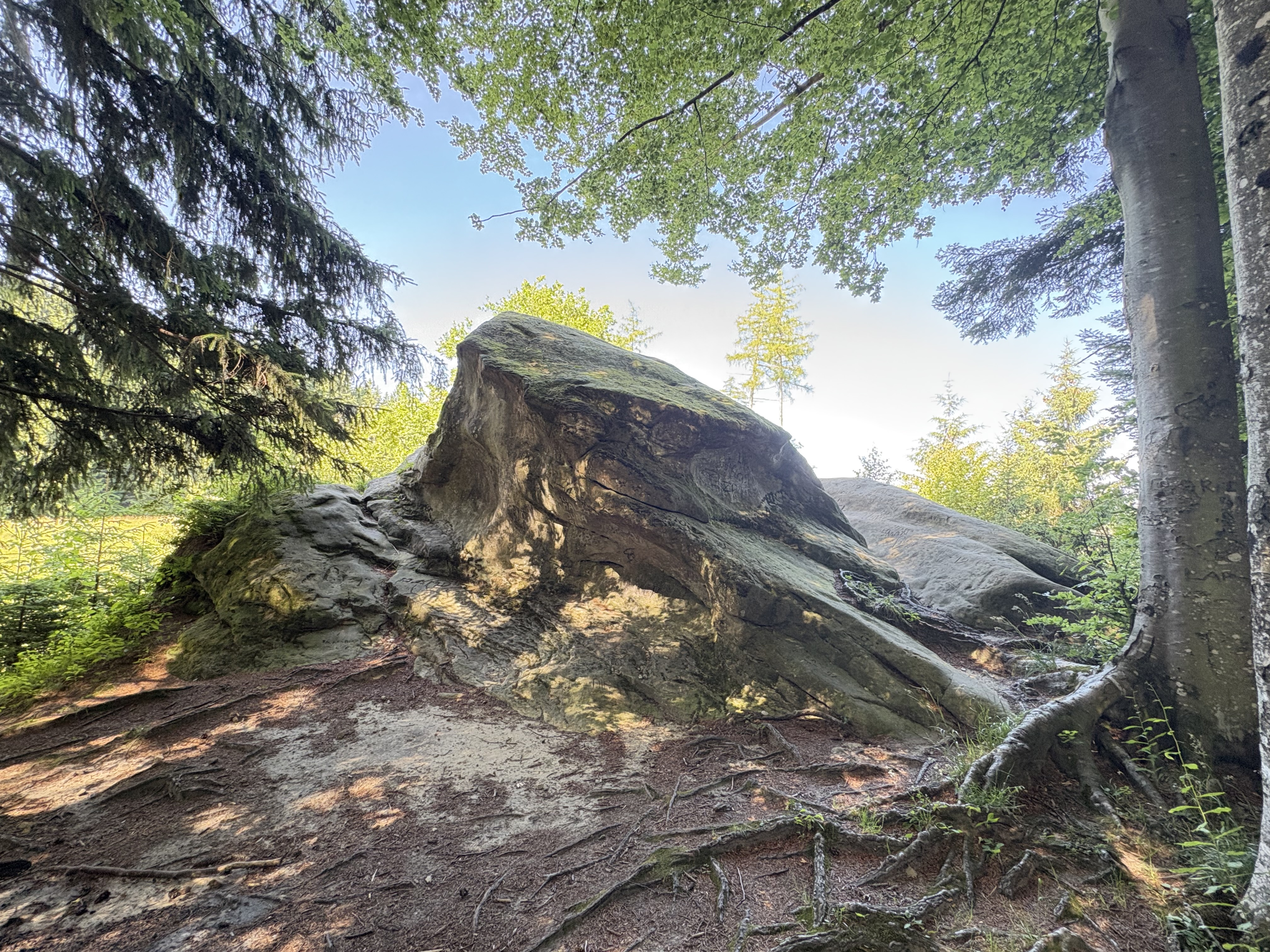
Ostseite

Chindlistein heisst ein riesiger Sandsteinfelsen im Schweizer Kanton Appenzell Ausserrhoden. Er liegt beim Weiler Raspeln südöstlich des Dorfes Heiden auf einem sich von Ost nach West hinziehenden bewaldeten Hügelzug.

## Lage
Der Stein liegt zwei Kilometer vom Dorf entfernt südlich des Wanderwegs 22 «Kulturspur Appenzellerland» am «Chindlisteinweg».
Zugänglich ist der gegen acht Meter hohe Stein von der Ostseite her; auf der Westseite fällt das Gelände steil ab. Der zerklüftete, mehrteilige Block ist mit tiefen und langen Rinnen, Schalen, Stufentritten sowie zahlreichen Namen, Buchstaben und Formen aus alter und neuer Zeit versehen. Bruchstellen belegen, dass dort einst Stein abgebaut wurde.

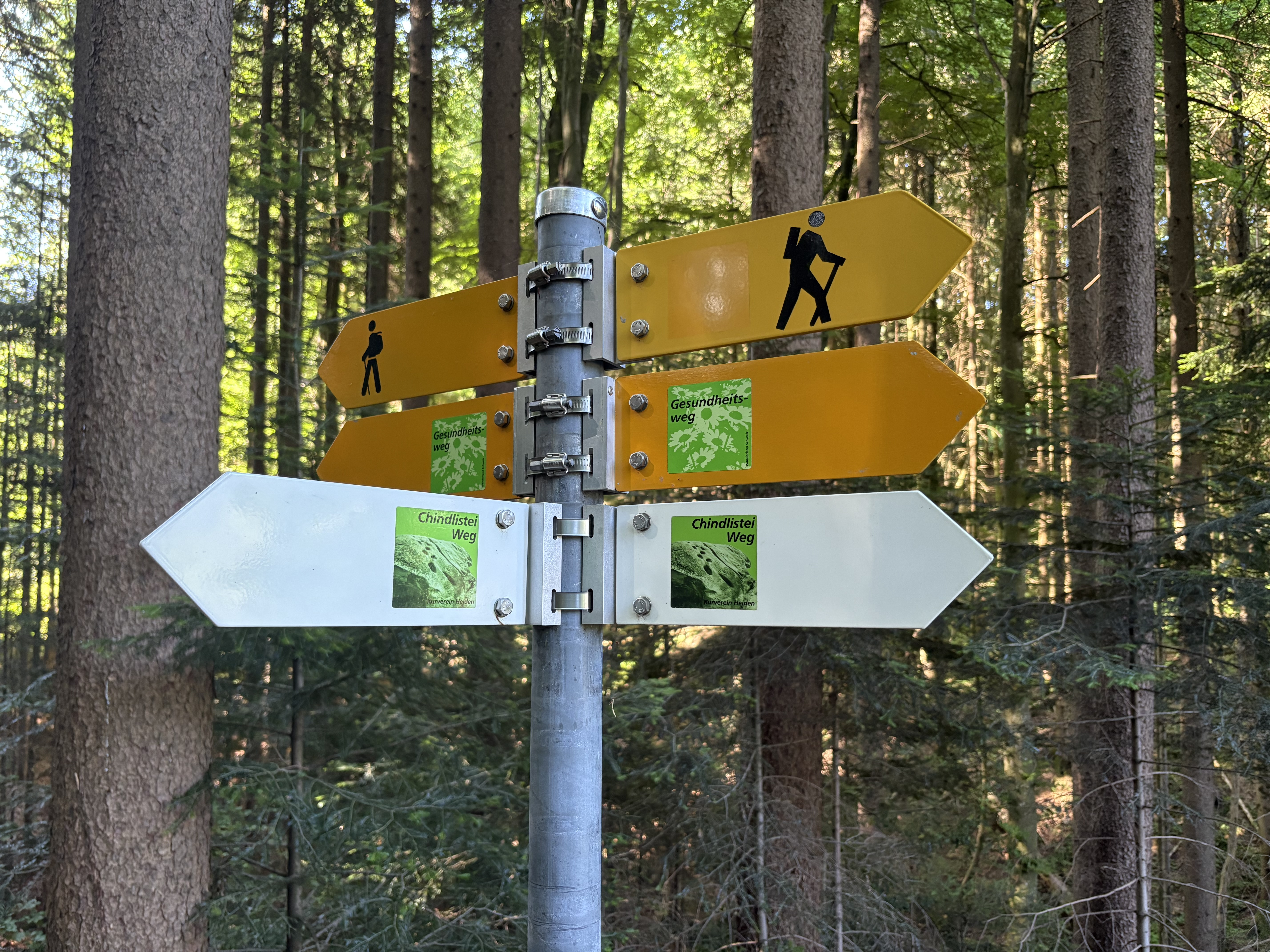
Wegweiser
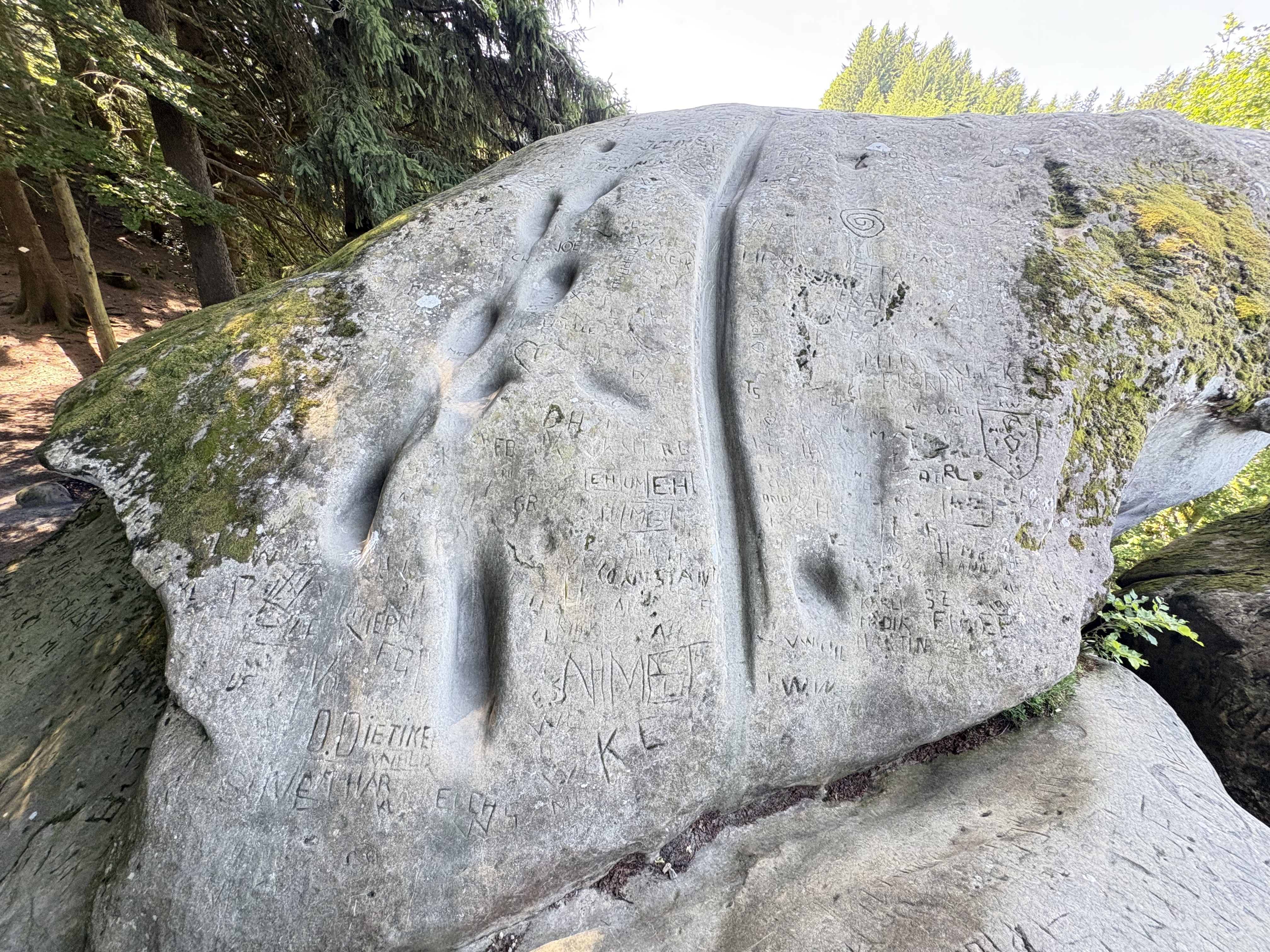
Stufen und Rinnen
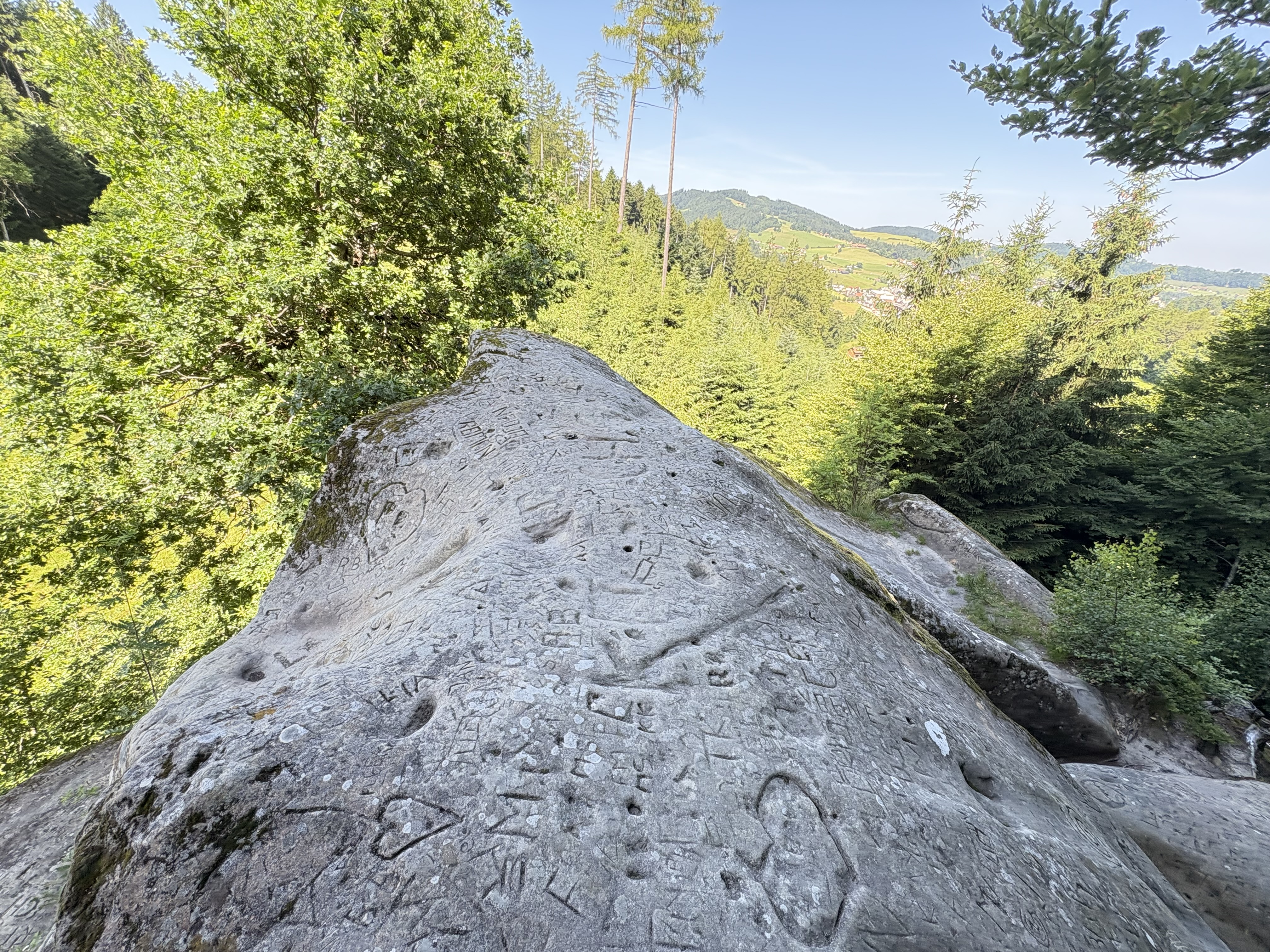
Blick nach Westen, hinten das Dorf Heiden
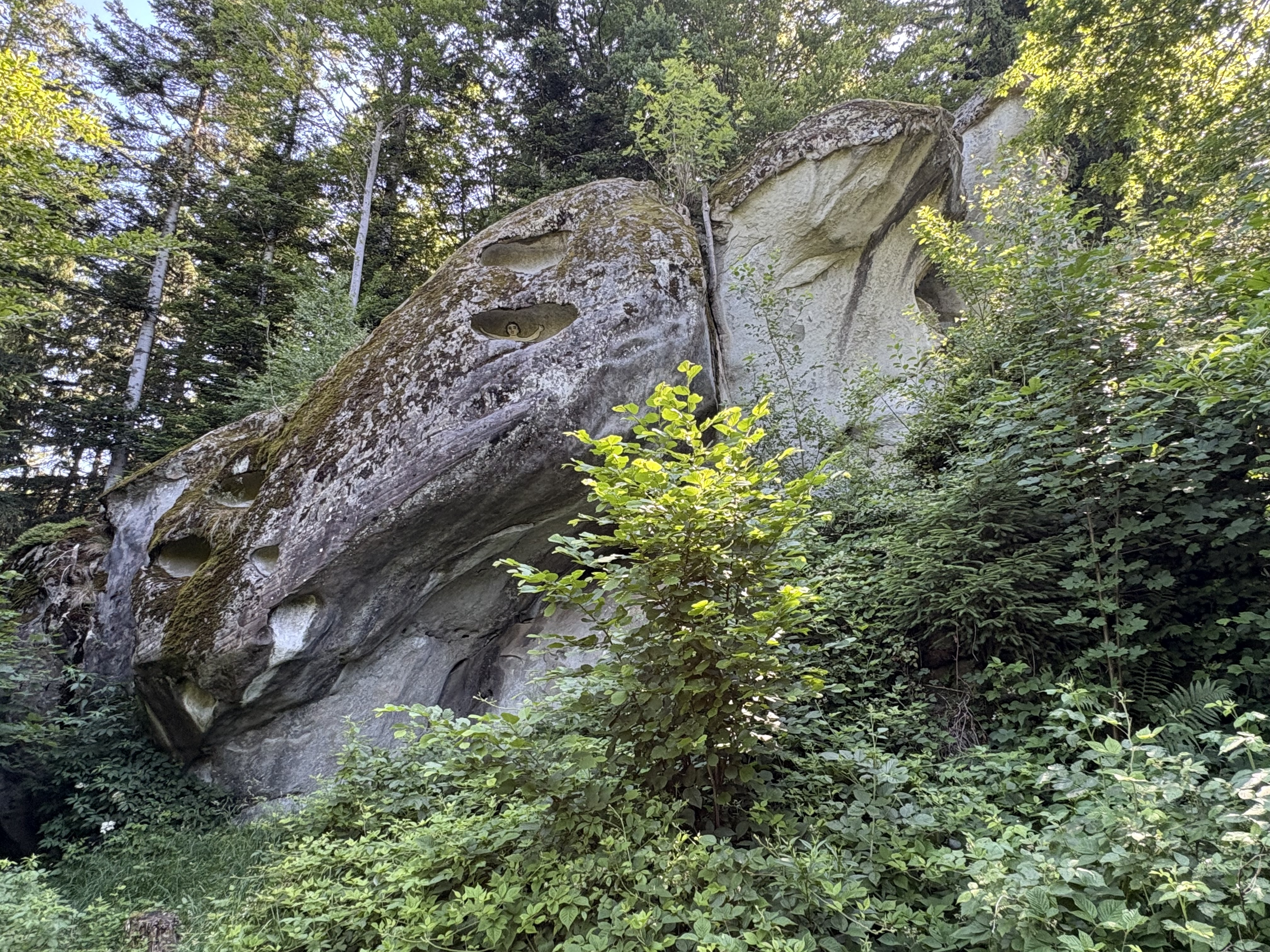
Die steil abfallende Westseite

## Geschichtliches
Gemäss einer Infotafel könnte der Stein als Ritualplatz gedient haben. So sollen gemäss der Überlieferung die abfallenden Längsrillen auf dem Steins von rutschenden Frauen verursacht worden sein, die so ihren Kinderwunsch zu erfüllen hofften. Auch sollen hier Frauen Wiedergeburtsrituale vollzogen haben, um spirituell eine Kinderseele empfangen zu können. Die neuere Forschung sagt jedoch, dass der Name Chindlistein erst um 1950 geprägt wurde, als auch die eine Mutter und Kinder zeigende Malerei in der Westwand entstand. Dies widerspricht zwar der Interpretation auf der Infotafel, dürfte aber die Phantasie der Menschen beflügelt und so viel zum Namen und zur Mystifizierung des Ortes beigetragen haben.
Unbelegt ist auch die Aussage von Appenzell Tourismus, beim Chindlistein handle es sich um einen «Kraftort» mit einem «erhöhten Energiepotenzial von 15’000 Bovis-Einheiten».
Der Appenzeller Autor Walter Züst erzählt in seinem Buch Die Dornesslerin die Geschichte der Agatha Roner aus dem Weiler Dornesslen unweit des Chindlisteins, die im ausgehenden 16. Jahrhundert als Hexe verbrannt wurde. Eine Szene spielt beim Chindlistein, wo sich zu Johannis ein Grüppchen, darunter Agatha Roner, zu einem heidnischen Ritual versammelte: «Im roten Schein des Feuers glühte der geheimnisvolle Felsen zu Ehren, der Erdgeister und ragte aus dem Erdreich zum Himmel. Der Stein, in dessen Höhle in den Hungersnöten kindlich ausgesetzt worden seien, wie erzählt wurde. Um die Erdgeister zu versöhnen.»
Ein weiterer Volksglaube besagt, dass kleine Kinder in gefährlichen Zeiten in den Höhlungen der Westwand versteckt worden sein sollen.

## Westseite

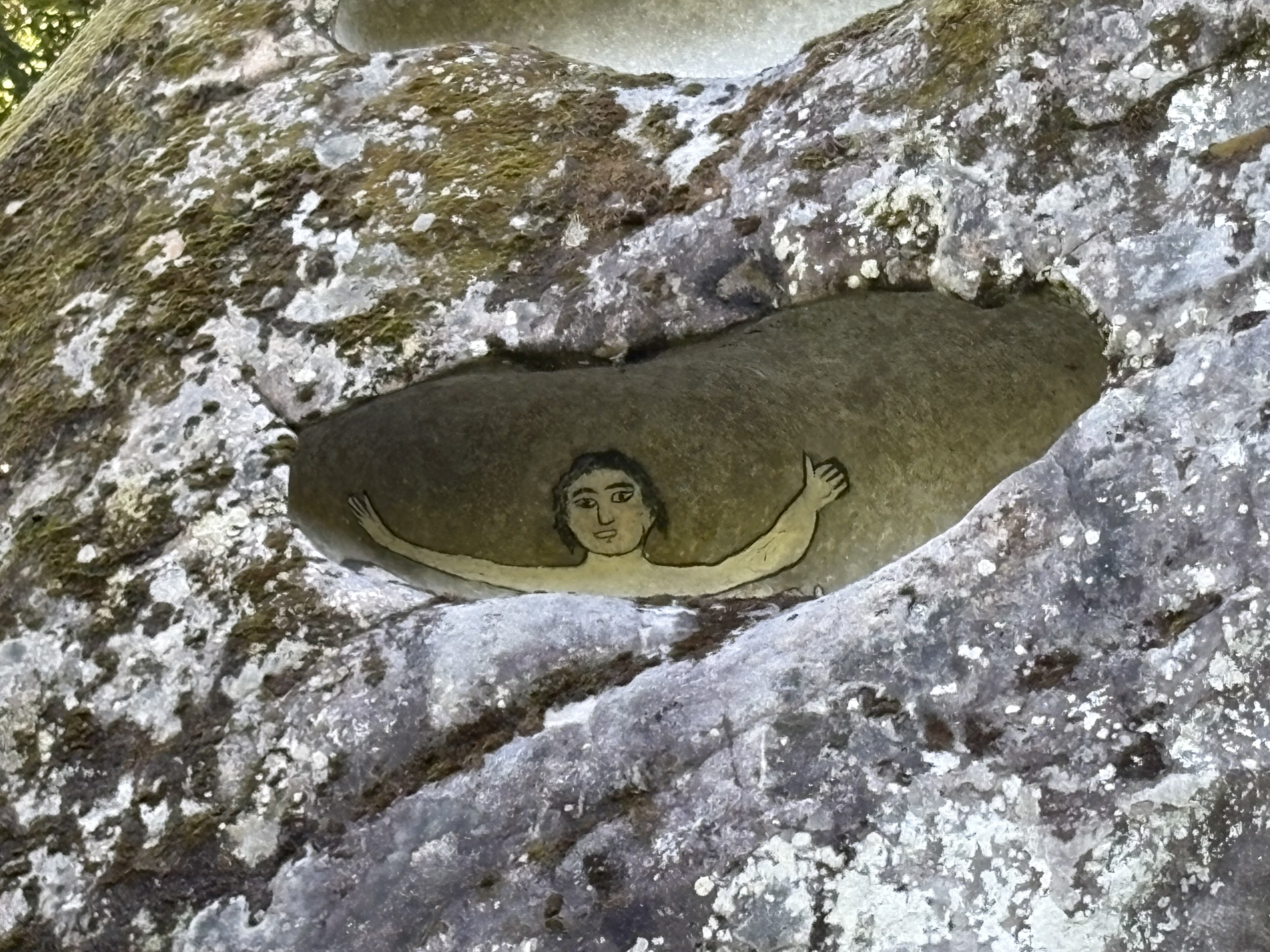
Bemalte Höhle in der Westwand

Auf der steil abfallenden Westseite des Felsens sind in etwa sieben Meter Höhe in einer natürlichen Einbuchtung drei weisse Figuren abgebildet, eine Frau mit ausgebreiteten Armen, links und rechts von ihr ein Kind. Von unten sind nur Kopf und Arme der Frau zu erkennen.
Gemalt hat sie der Weber, Wirt und Kunstmaler Ernst Rohner aus Heiden. Er arbeitete in der heutigen Sefar und führte in Heiden das Restaurant Säntis. Gleichzeitig betätigte er sich als Kunstmaler. Das Chindlistein-Bild dürfte Anfang der 1950er-Jahre entstanden sein. Denkbar, dass ihn die Sage von den versteckten Kindern auf die Idee brachte.

## Teufelsstein

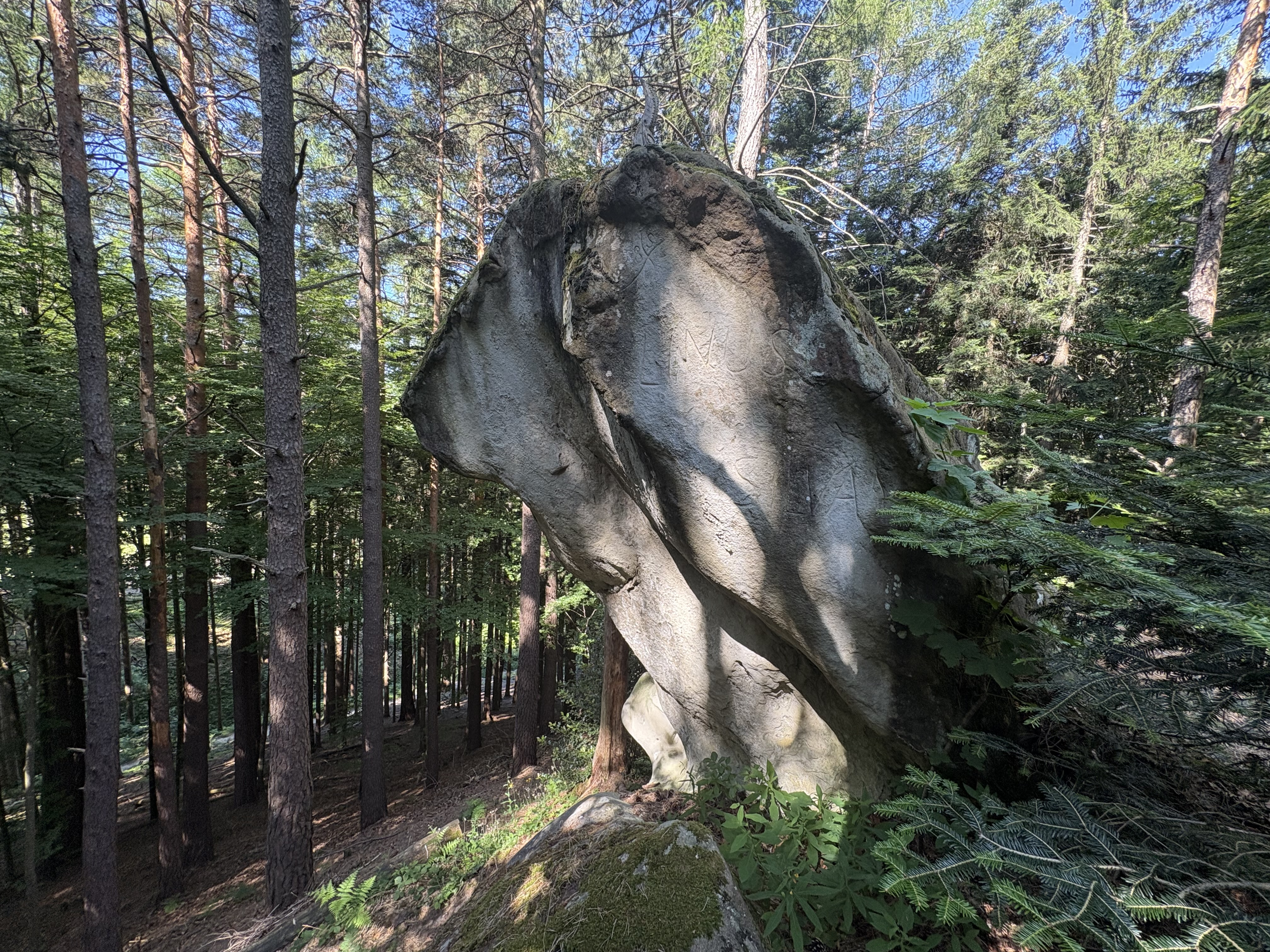
Der Teufelsstein

In einer Entfernung von gut 200 Meter liegt westlich des Chindlisteins ein weiterer markanter Sandsteinfelsen, das «Tüfels-» oder «Hexenkänzeli». Diese Bezeichnungen stammen aus der Zeit der Appenzeller Hexenverfolgung, als vor allem im 17. Jahrhundert Frauen Schadenzauber und Teufelswerk vorgeworfen wurde. Höhenorte wie eben dieser Felsblock sollen damals den Hexen als Treffpunkt gedient haben.
Um die Tagundnachtgleiche geht vom Chindlistei aus gesehen die Sonne bei der Teufelskanzel unter. Der Untergang im Westen bezeichnet mythologisch oft den Weg der Sonne in die Jenseitswelt, wo sich Naturgeister aufhalten. Diese wurden dämonisiert und als «Hexen» und «Teufel» dargestellt.